# Bankrupt!
Bankrupt! è il quinto album della band rock francese Phoenix ed è stato pubblicato in Europa il 22 aprile 2013. Il primo singolo ad anticipare l'uscita dell'album era stato Entertainment pubblicato il 12 febbraio 2013.

## Il disco
Il lavoro per l'album Bankrupt! è durato per ben 2 anni. Nel 2011 i Phoenix scrissero sul blog del proprio sito ufficiale che stavano lavorando al loro quinto album in studio. Successivamente la band dichiarò nelle interviste che nell'album nuovo ci sarebbe stato un allontanamento dai suoni pop del precedente album Wolfgang Amadeus Phoenix e che stavano cercando di creare qualcosa di più sperimentale. La band ha anche affermato che il film di Sofia Coppola del 2010,Somewhere, è stato una fonte di ispirazione per la creazione dell'album Bankrupt!.

## Tracce
1. Entertainment – 3:40
2. The Real Thing – 3:22
3. S.O.S. in Bel Air – 3:43
4. Trying to Be Cool – 3:48
5. Bankrupt! – 6:57
6. Drakkar Noir – 3:22
7. Chloroform – 4:04
8. Don't – 3:16
9. Bourgeois – 4:53
10. Oblique City – 3:29

## Formazione
- Thomas Mars - voce
- Laurent Brancowitz - chitarra, tastiera e voce secondaria
- Deck D'Arcy - basso, tastiera e voce secondaria
- Christian Mazzalai - chitarra e voce secondaria